# Булак-Башы (Лейлекский район)
Булак-Башы (кирг. Булак-Башы) — село в Лейлекском районе Баткенской области Кыргызстана. Входит в состав Кулундинского айылного аймака.

## География
Село расположено в западной части области, на правом берегу реки Булакбашисай, на расстоянии приблизительно 15 километров (по прямой) к северо-северо-востоку от города Раззакова, административного центра района. Абсолютная высота — 833 метра над уровнем моря.

## Население
Согласно оценочным данным Национального статистического комитета Кыргызской Республики, численность населения села на начало 2023 года составляла 1786 человек.
| год     | 2009 | 2014 | 2015 | 2020 | 2021 | 2023 |
| ------- | ---- | ---- | ---- | ---- | ---- | ---- |
| человек | 1612 | 1571 | 1590 | 1751 | 1791 | 1786 |